# Ромащенко Мирослав Юрійович
Мирослав Юрійович Ромащенко (біл. Міраслаў Юр'евіч Рамашчанка; нар. 16 грудня 1973, Павлоград, Дніпропетровська область, Українська РСР) — білоруський та український футболіст, півзахисник і тренер.

## Біографія
У двох останніх чемпіонатах СРСР виступав за павлоградський «Шахтар» і дубль дніпропетровського «Дніпра». 1992 року переїхав до Білорусі, де протягом чотирьох років захищав кольори команд «Ведрич» (Річиця) і «Дніпро» (Могильов). Всього в чемпіонаті Білорусі провів 53 матчі, 34 забитих м'ячі.
В чемпіонаті Росії грав за єкатеринбурзький «Уралмаш» і московський «Спартак». У складі останнього клубу — переможець двох чемпіонатів Росії (1997, 1998). В європейських клубних турнірах провів 16 ігор (1 гол).
З серпня 1994 по вересень 1998 року провів у складі національної збірної Білорусі 15 матчів. Відзначився забитим м'ячем у ворота команди Люксембургу (поєдинок кваліфікаційного турніру за право участі в чемпіонаті Європи-96).
Працював головним тренером клубів «Томь» (Томськ) і «Салют» (Бєлгород).
Молодший брат Максим — також футболіст. Дружина Олена, син Микита, донька Діана.

## Титули і досягнення
- Чемпіон Росії (2):

«Спартак» (Москва): 1997, 1998
- Володар Кубка Росії (1):

«Спартак» (Москва): 1997-98
- Найкращий бомбардир Чемпіонату Білорусі (1): 1992-93